# Monocentrota matilei
Monocentrota matilei är en tvåvingeart som beskrevs av Bechev 1989. Monocentrota matilei ingår i släktet Monocentrota och familjen platthornsmyggor.
Artens utbredningsområde är Bulgarien. Inga underarter finns listade i Catalogue of Life.